# لی یا
لی یا (به انگلیسی: Li Ya) ژیمناست زادهٔ ۱۳ ژوئن ۱۹۸۸ میلادی اهل کشور چین است.